# 명대철제도종
명대철제도종(明代鐵製道鐘)은 인천광역시 연수구 옥련동, 인천광역시립박물관에 있는 종이다. 2019년 7월 29일 인천광역시의 유형문화재 제77호로 지정되었다.

## 지정 사유
1638년(崇禎11)에 하남성 상구현(商丘縣)에 있는 태산행궁(泰山行宮)에 걸었던 도교 종을 일제가 공출하여 부평 조병창에 보관하고 있다가 1946년 시립박물관으로 옮겨왔다.
이 종은 도관(道觀)에서 사용하던 도교 종으로, 형태는 명대 불교종의 특징인 구연부가 벌어진 팔능형에 쌍룡의 종뉴가 있으며, 세부 모양은 도교의 특징인 팔괘가 장식되어 있다. 전체적으로 주조상태가 양호하고, 종신에 제작년대와 봉안처, 시주자의 관직, 장인 등이 기록된 양각 명문이 잘 남아있어 사료적 가치는 물론 근대 동아시아 및 인천의 역사적 특수상황을 전해주는 중요한 유물이다.
근대 동아시아 연구에 사료적 가치가 있으며 중국 종 연구의 기준작이 될 수 있으며, 또한 국내에 유일한 도교 종으로 희소성이 있는 점, 종신의 명문이나 주조방법은 자료적 가치와 금속공예사적 의의가 있다.

## 참고 문헌
- 명대철제도종 - 국가유산청 국가유산포털